# Sirnitz (Müllheim)

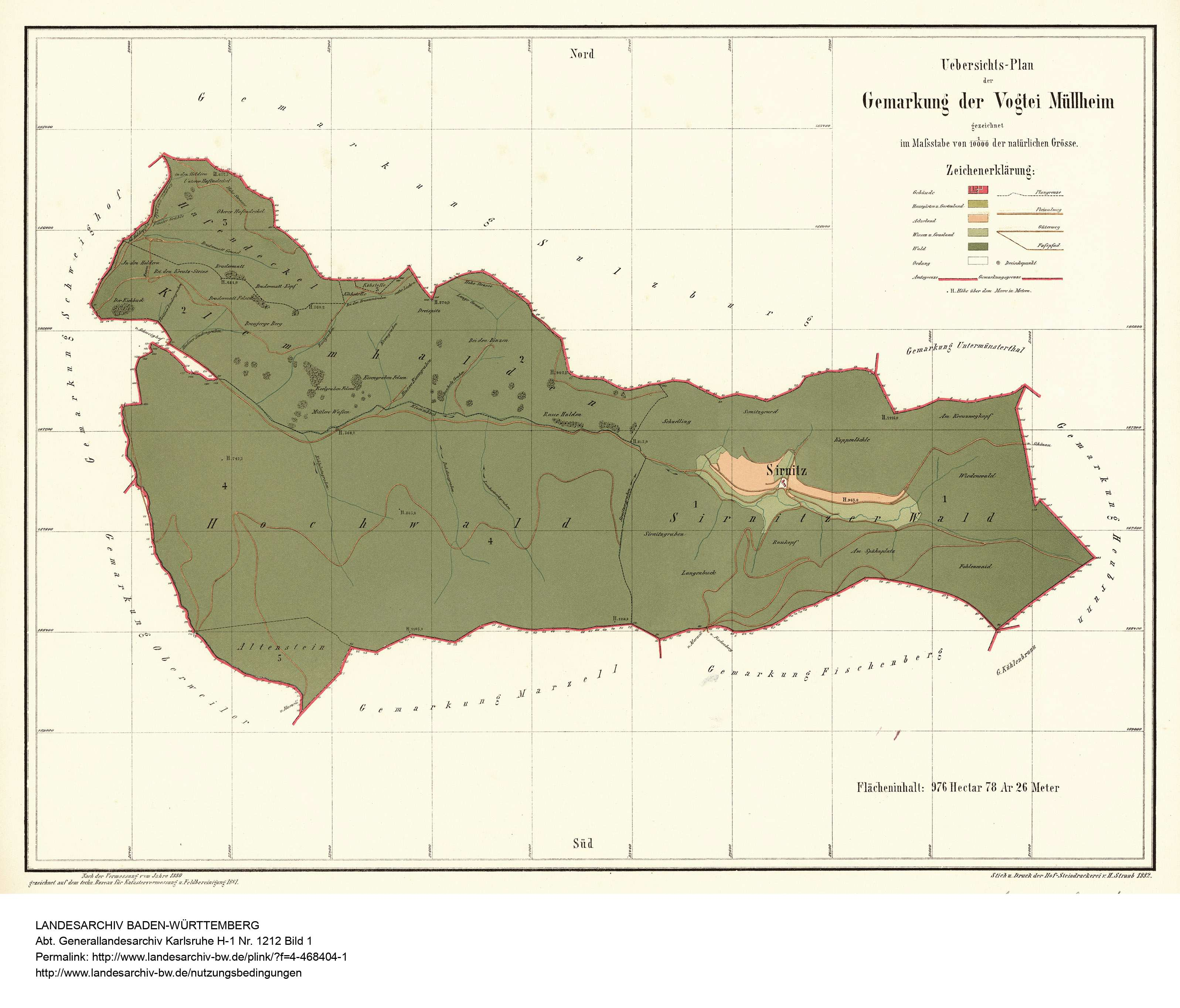
Der Wohnplatz Sirnitz auf einer historischen Gemarkungskarte von 1882

Sirnitz ist ein Wohnplatz auf 912 m ü. NHN Höhe und gehört zu einem Exklavegebiet der Stadt Müllheim im Markgräflerland. Die Häuser des Wohnplatzes gruppieren sich zwischen zwei Haarnadelkurven an der Westrampe des Sirnitzpasses. Südlich des Wohnplatzes fließt der Klemmbach talwärts.

## Geschichte
Die Ersterwähnung des Wohnplatzes Sirnitz war 1428. Es wird ein keltischer Namensursprung vermutet. Auf dem herrschaftlichen Gut gab es vier bis sechs Lehenmeier. In den Jahren 1783/1784 wurde Sirnitz in ein Erblehen verwandelt und 1852 durch den Staat zurückgekauft. Bis 1829/30 gehörte Sirnitz zur Gemeinde Schweighof und wurde der Stadt Müllheim zugeteilt.

## Infrastruktur
Am Weiler Sirnitz gibt es eine Bushaltestelle am Wegpunkt Sirnitz-Auerhahn, der nach einem historischen Gasthaus benannt ist.